# Jurgi (osada leśna w województwie mazowieckim)
Jurgi – osada leśna w Polsce, położona w województwie mazowieckim, w powiecie ostrołęckim, w gminie Goworowo.
W latach 1975–1998 miejscowość należała administracyjnie do województwa ostrołęckiego.